# 말라사다
말라사다(포르투갈어: malassada, 영어: malasada)는 포르투갈의 도넛이다. 하와이에서도 즐겨 먹는다.

## 이름
포르투갈어 이름인 "말라사다(malassada)"는 "덜 익은"을 뜻하는 "말아사다(mal-assada)"에서 나왔다. "말(mal)"은 "나쁜" 또는 "못한"이라는 뜻이며, "아사다(assada)"는 "굽다"라는 뜻의 동사 "아사르(assar)"의 여성형 과거 분사 형태이다. 모음 사이에서 "s"는 유성음 [z]로, "ss"는 무성음 [s]로 발음되는 포르투갈어에서와 달리, 영어에서는 "s"가 모음 사이에 있어도 유성음으로 발음되지 않기 때문에 하와이 등 영어권에서는 "말라사다(malasada)"의 철자에서 "s"가 한 개이다.

## 역사
마데이라 제도에서는 전통적으로 카니발의 마지막 날인 기름진 화요일(포르투갈어: terça-feira gorda 테르사페이라 고르다[*])에 말라사다를 먹었다. 다음 날인 재의 수요일부터 금식과 금육을 하는 사순절이 시작되기 때문에, 집에 있는 라드와 설탕을 써버리기 위해 말라사다를 많이 만들었다. (영국과 아일랜드의 팬케이크 데이와도 기원이 비슷하다.) 오늘날 마데이라에서 말라사다는 카니발 음식으로 여겨진다. 
이러한 전통은 19세기에 포르투갈인 노동자들이 마데이라 제도와 아소르스 제도에서 하와이로 이주하면서 하와이도에 전해졌으며, 하와이에서는 기름진 화요일이 말라사다 데이(영어: Malasada Day)라 불린다.